# Hechtia suaveolens
Hechtia suaveolens là một loài thực vật có hoa trong họ Bromeliaceae. Loài này được E.Morren ex Mez mô tả khoa học đầu tiên năm 1896.